# Andrei Xepkin
Andrei Xepkin [ʃɛpkin] (ursprünglich ukrainisch Андрій Щепкін / Andrij Schtschepkin, wiss. Transliteration Andrij Ščepkin; * 1. Mai 1965 in Saporischschja, Ukrainische SSR, Sowjetunion) ist ein ehemaliger sowjetischer, ukrainischer und spanischer Handballspieler. Er gewann in seiner Spielerkarriere insgesamt zehn Europapokale und ist mit sieben Titeln in der EHF Champions League der Rekordgewinner des bedeutendsten europäischen Vereinswettbewerbs. Er wurde in die Hall of Fame of European handball aufgenommen.

## Karriere

### Verein
Andrei Xepkin spielte bis 1991 in seiner Heimat bei STR Saporischschja, dann wechselte der Kreisläufer in die spanische Liga ASOBAL, wo er ab 1993 beim FC Barcelona spielte. In dieser Zeit gewann er u. a. sechsmal die Champions League und die spanische Meisterschaft. 2005 beendete er seine Karriere, wurde aber im März 2007 vom deutschen Bundesligisten THW Kiel als Reaktion auf den verletzungsbedingten Ausfall von Marcus Ahlm bis zum Saisonende verpflichtet. Mit den Kielern gewann Xepkin das Triple aus Champions League, deutscher Meisterschaft und DHB-Pokal. In der Saison 2007/08 spielte er dann nochmals für den FC Barcelona.

### Nationalmannschaft

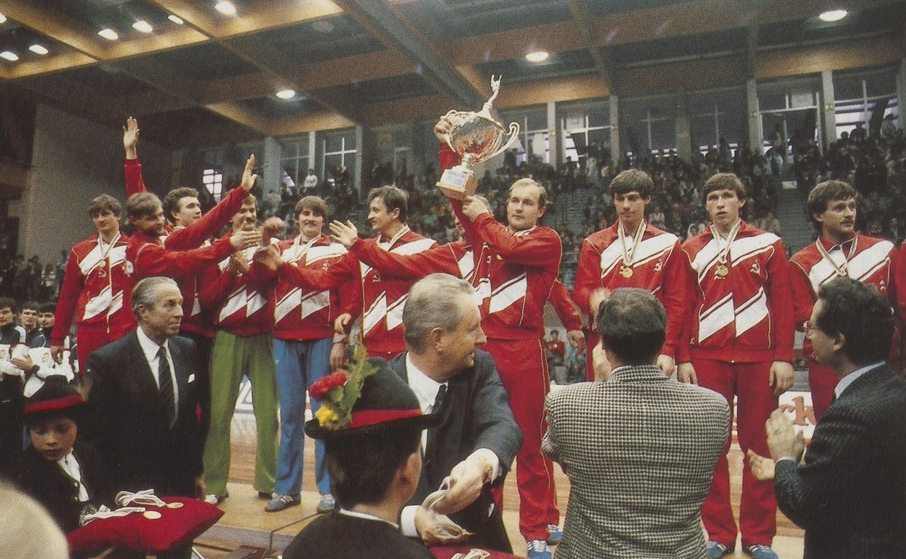
Xepkin (li.) gewann mit der Sowjetunion die B-Weltmeisterschaft 1987.

Andrei Xepkin bestritt insgesamt 161 Länderspiele für die sowjetische bzw. die ukrainische Nationalmannschaft. Nachdem er die spanische Staatsbürgerschaft angenommen hatte, erzielte er für die spanische Handballnationalmannschaft in 78 Einsätzen 226 Tore.

## Erfolge

### Verein
- Champions-League-Sieger 2007 mit dem THW Kiel
- Deutscher Meister 2007 mit dem THW Kiel
- DHB-Pokal-Sieger 2007 mit dem THW Kiel
- Champions-League-Sieger 1996, 1997, 1998, 1999, 2000 und 2005 mit dem FC Barcelona
- Spanischer Meister 1996, 1997, 1998, 1999, 2000 und 2003 mit dem FC Barcelona
- EHF-Pokal-Sieger 2003 mit dem FC Barcelona
- Sieger im Europapokal der Pokalsieger 1994 und 1995 mit dem FC Barcelona
- Vereins-EM-Sieger 1997, 1998, 1999, 2000 und 2004 mit dem FC Barcelona
- Königspokal-Sieger 1994, 1997, 1998 und 2000 mit dem FC Barcelona
- Ligapokal-Sieger 1995, 1996, 2000, 2001 und 2002 mit dem FC Barcelona

### Nationalmannschaft
- Bronze bei den Olympischen Spielen 2000 mit Spanien
- Bronze bei der Europameisterschaft 2000 mit Spanien
- Silber bei der Europameisterschaft 1998 mit Spanien
- Silber bei der Weltmeisterschaft 1990 mit der Sowjetunion

## Ehrungen
Er wurde in die Hall of Fame of European handball aufgenommen.

## Schreibweise seines Namens
Die deutsche Sportpresse verwendet häufig die Schreibweise Andrej Tschepkin, die nicht korrekt ist. Die korrekte deutsche Transkription seines Namens aus dem Ukrainischen lautet Andrij Schtschepkin bzw. Andrei Schtschepkin bei der Transkription aus dem Russischen. Da Xepkin jedoch 1998 die spanische Staatsbürgerschaft annahm, wurde dort sein Name in Andrei Xepkin umgeschrieben, was die katalanische Transkription seines Namens ist.

## Sonstiges
Xepkin ist verheiratet und hat zwei Kinder.